# The Holocaust History Project
The Holocaust History Project (THHP) ist eine gemeinnützige Gesellschaft in San Antonio, Texas. Ihre Website bietet Zugang zu einem umfassenden Archiv mit Dokumenten, Aufnahmen, Fotografien und Aufsätzen mit Bezug auf den Holocaust, dessen Leugnung und den Antisemitismus. Das Projekt wurde bekannt durch seine Widerlegung des Leuchter-Reports und des Rudolf-Gutachtens.
Das THHP sieht sich als Organisation besorgter Menschen, die durch Zusammenarbeit zu Erziehung und Aufklärung hinsichtlich des Holocausts beitragen möchten. Einige ihrer Mitglieder bleiben anonym, der Direktor ist Harry Mazal.
Das angebotene Material umfasst unter anderem Aufsätze über wissenschaftliche und rechtliche Analysen, Ereignisse und Menschen, Gerichtsgutachten, Dokumente des Nationalsozialismus, Transkripte vieler Aussagen bei den Nürnberger Prozessen und den vollständigen Text zweier einflussreicher Werke:
- Jean-Claude Pressacs Auschwitz und
- Robert Jay Liftons The Nazi Doctors.

Zusätzlich beantworten Freiwillige des THHP jedes Jahr tausende Anfragen von Studenten.

## Mitglieder
- Mikkel Andersson, IT-Berater
- Yale F. Edeiken, Anwalt
- Richard J. Green, Chemiker und Gutachter
- Patrick J. Groff, Informatiker
- Ralf Loserth, Informatiker
- Andrew E. Mathis, Literaturwissenschaftler
- Jamie McCarthy, Informatiker
- Harry W. Mazal, Chemiker
- Gord McFee, Historiker und Germanist
- Sara Salzman, Vertriebsberaterin
- John Zimmerman, außerordentlicher Professor für Rechnungswesen, Betriebswirtschaft und Ökonomie